# Le Cateau-Cambrésis
Le Cateau-Cambrésis est une commune française située dans le département du Nord, en région Hauts-de-France.
La célébrité de la cité tient essentiellement aux traités du Cateau-Cambrésis qui y furent signés, en 1559, entre les souverains de France, d'Angleterre et d'Espagne et qui mirent fin à un demi-siècle de guerres.
L'entreprise de filature et de tissage de la laine de Charles Seydoux, créée au XIXe siècle et fermée en 1981, participa à la notoriété de la commune ; elle alla jusqu'à employer plusieurs milliers d'ouvriers.
Le Cateau est également connue pour son musée consacré au peintre Henri Matisse, natif de la ville, créé en 1952 par le peintre lui-même et installé aujourd'hui dans l'ancien palais Fénelon.

## Géographie

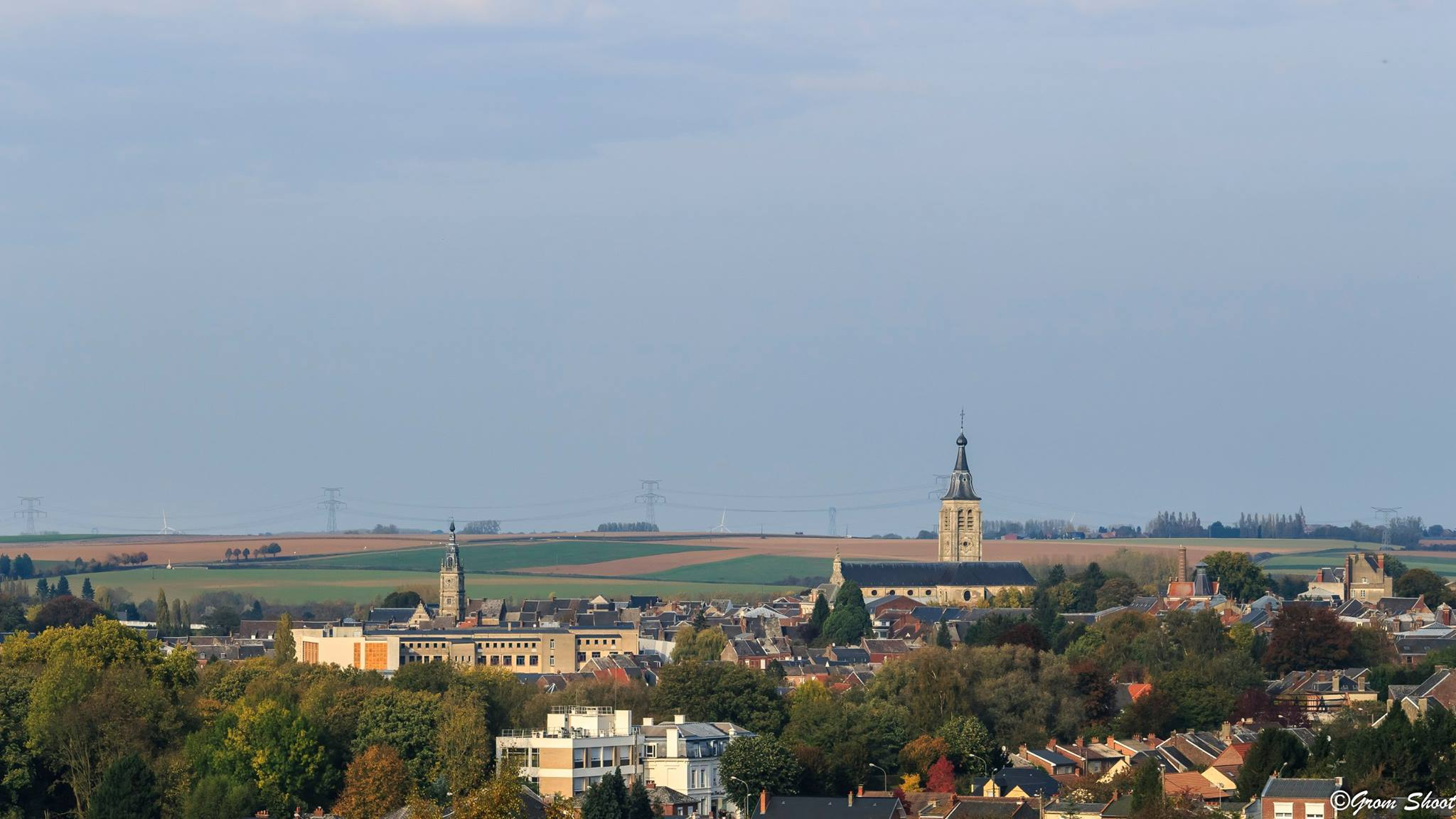
Le Cateau-Cambrésis : le beffroi et le clocher de l'église Saint-Martin.

### Situation
Le Cateau-Cambrésis, localement connue comme Le Cateau, est située dans la région Hauts-de-France, dans le sud du département du Nord, au contact des plaines céréalières du Cambrésis et du bocage de l'Avesnois. À vol d'oiseau, la ville est à 9,5 km de Caudry, 22,8 km de Cambrai, 28,2 km de Valenciennes et 33,8 km de Saint-Quentin. La capitale régionale, Lille, est à 67,8 km.
Le Cateau-Cambrésis est située dans la vallée de la Selle, affluent de l'Escaut, à l'est du Cambrésis, région historique et naturelle qui borde le Bassin Parisien au nord, entre les collines de l'Artois à l'ouest et la Thiérache à l'est. Autour du Cateau s'étendent des paysages d'openfield parsemés d'un réseau dense de gros villages. Les terres labourables sont consacrées principalement aux céréales, aux cultures fourragères et à la betterave. À quelques kilomètres à l'est de la ville commence le bocage de l'Avesnois. Le territoire de la commune est limitrophe, à l'est, du Parc naturel régional de l'Avesnois.

### Communes limitrophes
| Neuvilly                     | Montay Forest-en-Cambrésis | Le Pommereuil     |
| Troisvilles                  | Cateau-Cambrésis           | Bazuel            |
| Reumont Honnechy Saint-Benin | Saint-Benin Saint-Souplet  | Bazuel Mazinghien |

### Relief et paysages
Le Cateau est située sur une nappe de craie du Crétacé qui forme la limite septentrionale du Bassin parisien, entre, à l'est, les collines de la Thiérache et de l'Avesnois, contreforts des Ardennes, et au nord-ouest, les collines de l'Artois. La ville est dans la zone de transition entre les paysages d'openfield du Cambrésis, à l'ouest, et les paysages bocagers de la Thiérache qui commencent à l'est, en même temps que l'altitude augmente d'ouest en est.

### Hydrographie

#### Réseau hydrographique
La commune est située dans le bassin Artois-Picardie. Elle est drainée par la Selle ou Escaut, le ruisseau de Richemont, la Rivièrette des Essarts et le ruisseau Tupigny,,.
La Selle, d'une longueur de 46 km, prend sa source dans la commune de Molain et se jette  dans le canal de l'Escaut à Denain, après avoir traversé 17 communes. 
Le ruisseau de Richemont, d'une longueur de 10 km, prend sa source dans la commune de Bazuel et se jette  dans la Selle à Montay, après avoir traversé cinq communes. 

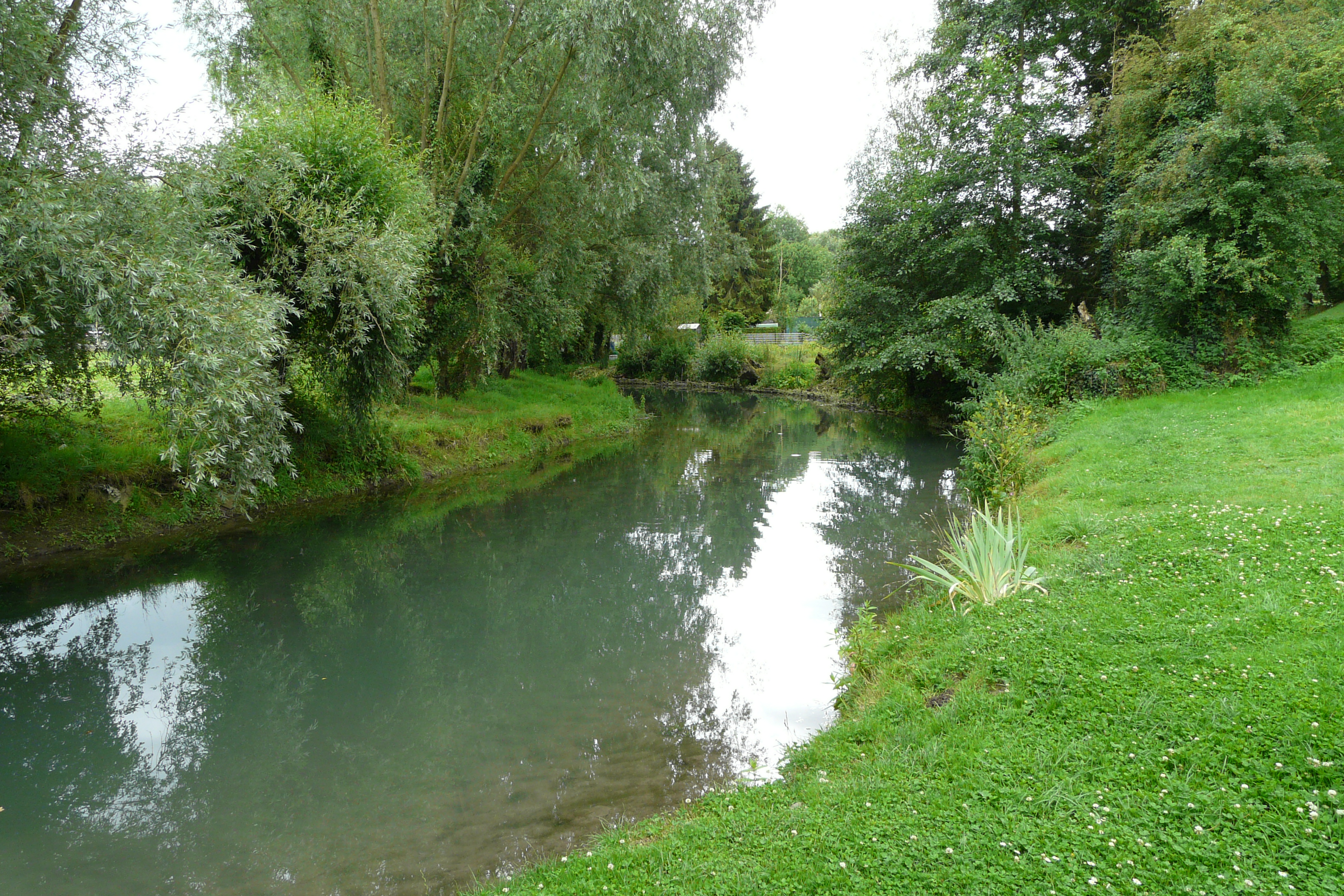
La Selle au Cateau-Cambrésis.
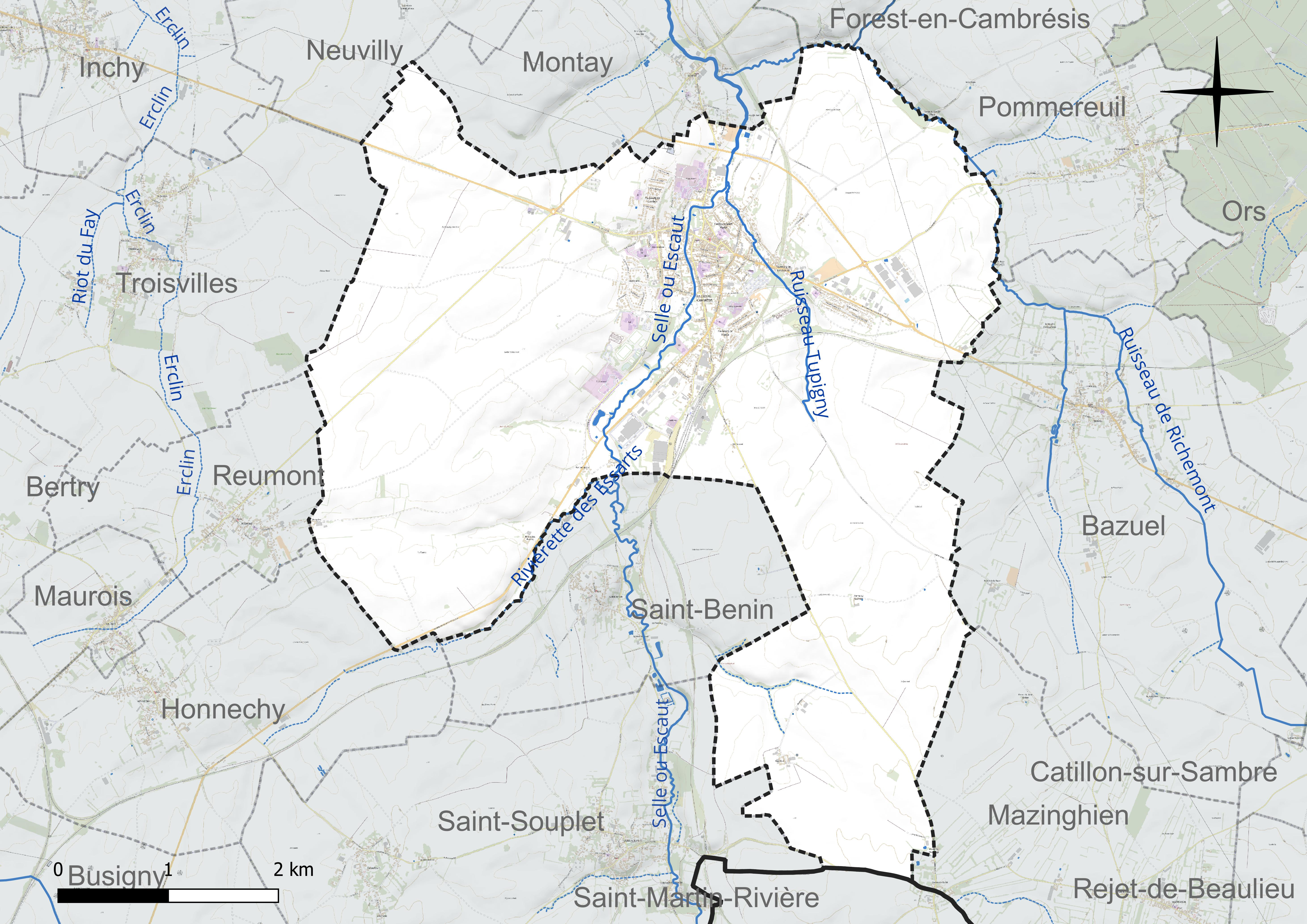
Réseau hydrographique du Le Cateau-Cambrésis.

#### Gestion et qualité des eaux
Le territoire communal est couvert par le schéma d'aménagement et de gestion des eaux (SAGE) « Escaut ». Ce document de planification concerne un territoire de 2 005 km2 de superficie, délimité par le bassin versant de l'Escaut. Le périmètre a été arrêté le 9 juin 2006 et le SAGE proprement dit a été approuvé le 13 juillet 2021. La structure porteuse de l'élaboration et de la mise en œuvre est le syndicat mixte Escaut et Affluents (SyMEA). 
La qualité des cours d'eau peut être consultée sur un site dédié géré par les agences de l'eau et l'Agence française pour la biodiversité.

### Climat
Pour des articles plus généraux, voir Climat des Hauts-de-France et Climat du Nord.
En 2010, le climat de la commune est de type climat océanique dégradé des plaines du Centre et du Nord, selon une étude du CNRS s'appuyant sur une série de données couvrant la période 1971-2000. En 2020, Météo-France publie une typologie des climats de la France métropolitaine dans laquelle la commune est exposée à un climat océanique altéré et est dans la région climatique  Nord-est du bassin Parisien, caractérisée par un ensoleillement médiocre, une pluviométrie moyenne régulièrement répartie au cours de l'année et un hiver froid (3 °C). 
Pour la période 1971-2000, la température annuelle moyenne est de 10,2 °C, avec une amplitude thermique annuelle de 14,8 °C. Le cumul annuel moyen de précipitations est de 791 mm, avec 12,8 jours de précipitations en janvier et 9,2 jours en juillet. Pour la période 1991-2020, la température moyenne annuelle observée sur la station météorologique la plus proche, située sur la commune de Saint-Hilaire-sur-Helpe à 26 km à vol d'oiseau, est de 10,5 °C et le cumul annuel moyen de précipitations est de 802,4 mm,. Pour l'avenir, les paramètres climatiques de la commune estimés pour 2050 selon différents scénarios d'émission de gaz à effet de serre sont consultables sur un site dédié publié par Météo-France en novembre 2022.

### Voies de communication et transports

#### Réseau ferré

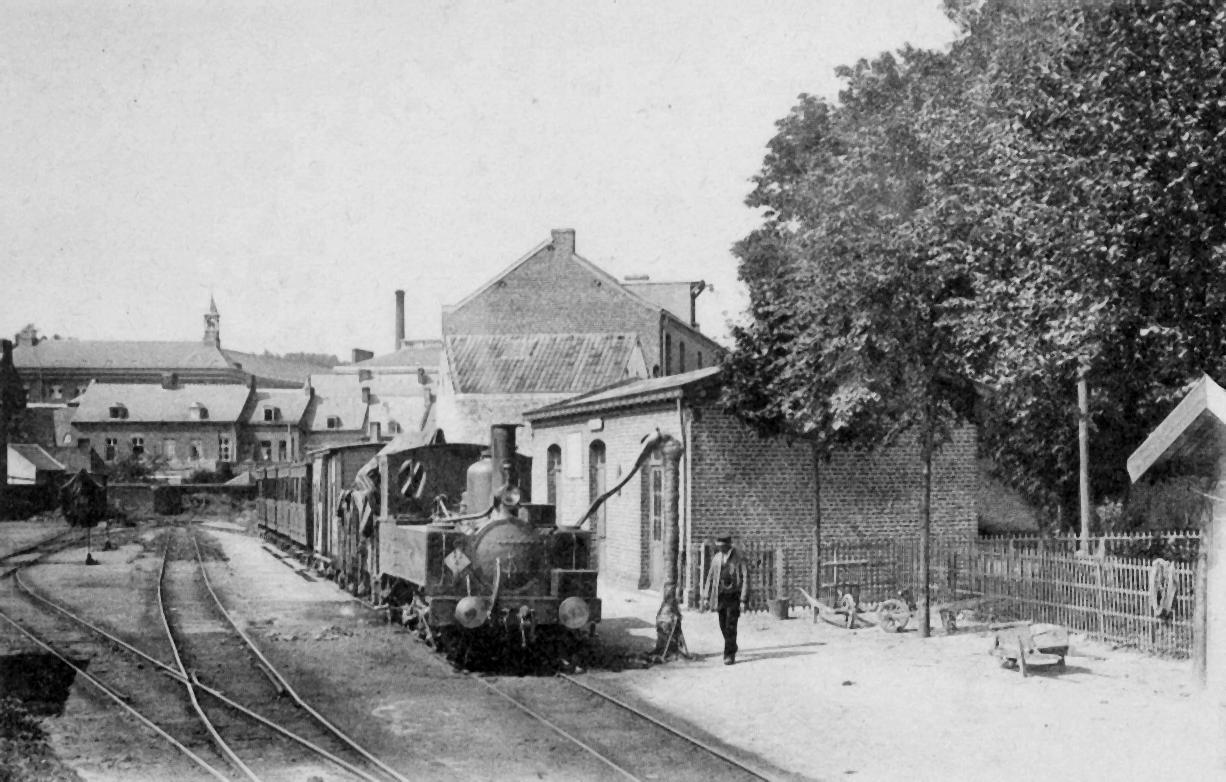
La gare des chemins de fer du Cambrésis au début du XXe siècle

La commune est desservie par le train, la gare étant située au sud-est de la ville. La ligne no 18 des TER Nord-Pas-de-Calais relie la ville d'une part à Busigny, avec correspondances pour Saint-Quentin et Paris, d'autre part à Aulnoye-Aymeries, avec correspondances pour Valenciennes et Lille. Il n'existe aucune liaison directe avec Valenciennes ou Lille. En revanche, il existe une liaison directe avec Paris les weekends et jours fériés et une liaison directe par jour en semaine avec Saint-Quentin.
Il y avait jusqu'en 1955, sur les bords de la Selle, une gare terminus de la Société des Chemins de fer du Cambrésis, avec une ligne vers Cambrai et une autre vers Catillon.

#### Réseau routier
Le Cateau est situé sur la route départementale 643 (ex route nationale 43). La route départementale 932, dite aussi « Chaussée Brunehaut », ancienne voie romaine de Bavay à Vermand, passe à l'est de la ville.

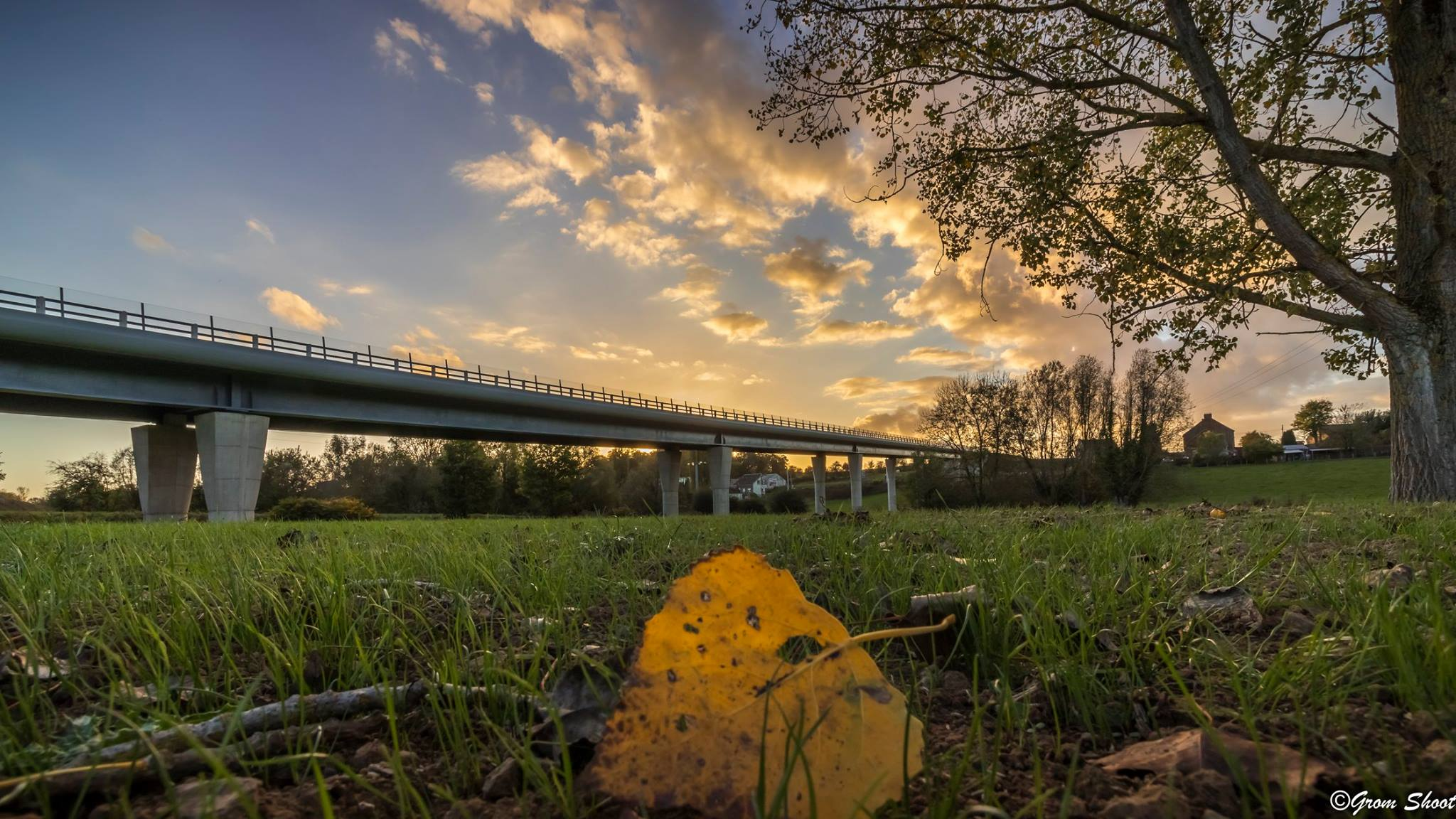
Vue côté est du pont du contournement.

La ville possède un contournement  par le nord de la commune. Il s'agit d'une chaussée de 3,5 km à 2 × 1 voie en grande partie encaissée, à l'exception du franchissement de la Selle, qui est réalisé au moyen d'un viaduc. Ce contournement a été inauguré le 18 novembre 2017.

#### Transports en commun
Le Cateau est desservi par cinq lignes du réseau CambrésiX, groupement composé de six entreprises de transport locales, vers Cambrai via Caudry, Caudry via Busigny, Walincourt, La Groise et Solesmes.
Annuellement, on compte un parcours total de 3 000 000 de km.

## Toponymie
Le nom de la ville fait référence au château de Sainte-Marie construit vers la fin du Xe siècle par l'évêque de Cambrai Erluin afin de protéger les villages proches de la « forêt de Thiérache », victimes de bandes armées venues du Laonnois et du Vermandois. « Cateau » est la forme picarde de « château ». La ville est mentionnée comme Castellum Sanctae Mariae ou Castellum Novum ainsi que sous le nom de Chastel en Cambrésis.
La ville fut rebaptisée « Fraternité-sur-Selle » pendant la Révolution française, puis redevint « Le Cateau ». Le nom actuel, avec la terminaison Cambrésis, a été adopté en 1977.
Le nom flamand de la ville est Kamerijkskasteel[réf. nécessaire].
Ses habitants sont appelés les Catésiens.

## Urbanisme

### Typologie
Au 1er janvier 2024, Le Cateau-Cambrésis est catégorisée petite ville, selon la nouvelle grille communale de densité à sept niveaux définie par l'Insee en 2022.
Elle appartient à l'unité urbaine de Le Cateau-Cambrésis, une agglomération intra-départementale regroupant deux  communes, dont elle est ville-centre,,. Par ailleurs la commune fait partie de l'aire d'attraction du Cateau-Cambrésis, dont elle est la commune-centre,. Cette aire, qui regroupe 11 communes, est catégorisée dans les aires de moins de 50 000 habitants,.

### Occupation des sols
L'occupation des sols de la commune, telle qu'elle ressort de la base de données européenne d'occupation biophysique des sols Corine Land Cover (CLC), est marquée par l'importance des territoires agricoles (87,6 % en 2018), en diminution par rapport à 1990 (89,6 %). La répartition détaillée en 2018 est la suivante : 
terres arables (75,5 %), prairies (10,7 %), zones urbanisées (9,4 %), zones industrielles ou commerciales et réseaux de communication (3 %), zones agricoles hétérogènes (1,4 %). L'évolution de l'occupation des sols de la commune et de ses infrastructures peut être observée sur les différentes représentations cartographiques du territoire : la carte de Cassini (XVIIIe siècle), la carte d'état-major (1820-1866) et les cartes ou photos aériennes de l'IGN pour la période actuelle (1950 à aujourd'hui).

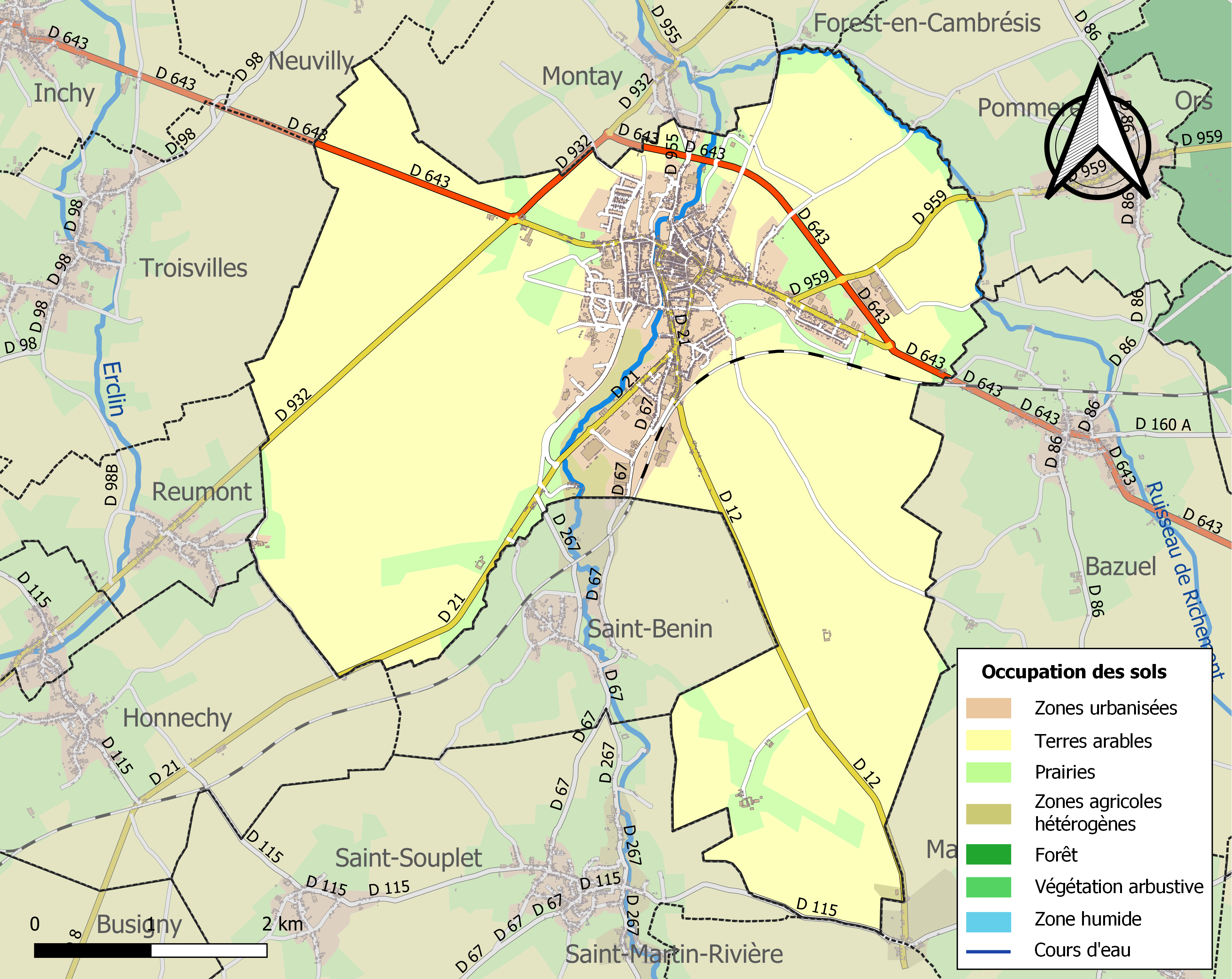
Carte des infrastructures et de l'occupation des sols de la commune en 2018 (CLC).

### Morphologie urbaine
La ville est née d'un village situé sur un promontoire dominant la rive gauche de la Selle, Perone, plus tard fusionné avec le village de Vendelgies situé sur la rive droite. 
La construction d'un château au XIe siècle, et le droit accordé par l'Empereur Otton III à l'évêque de Cambrai d'y fonder un marché, en firent une ville naissante.
Au XIXe siècle la construction, au sud de la ville, d'une gare sur la voie ferrée de Paris à Maubeuge et Bruxelles, stimula le développement urbain dans cette direction, y attirant des usines et y créant un nouveau faubourg.

### Logement
En 2009, Le Cateau-Cambrésis comptait 3 267 résidences principales, auxquelles s'ajoutaient 316 logements vacants, soit 9,7 % du total, et un faible nombre de résidences secondaires ou logements occasionnels. Les maisons représentaient 78,5 % des résidences individuelles, pourcentage inférieur à celui du recensement de 1999 (82,4 %) mais encore nettement supérieur à celui observé dans le département du Nord (68,6 %).
La part de résidences principales datant d'avant 1949 s'élevait à 59,7 %. Pour les constructions plus récentes, 22,6 % des logements dataient d'entre 1949 et 1974 et 17,8 % d'après 1975.

## Histoire
Annoncée de loin par ses deux grands clochers, église et beffroi, la cité fut un carrefour historique important.

### Préhistoire
En 2017, à l'occasion de fouille archéologique réalisée pour la construction d'un nouveau groupe scolaire, un site paléolithique remarquable fut découvert. 2300 artefacts (silex) y ont été découverts. L'équipe de l'INRAP qui a réalisé les fouilles a pu distinguer au moins trois occupations  : vers – 112 000/- 100 000 ans, vers -100 000/- 90 000 ans et une plus ancienne vers 190 000/- 180 000 ans,.

### Moyen Âge
La localité résulte du regroupement de deux villages, Péronne (ou Perone) et Vendelgies, ce dernier disposant d'une forteresse en bois : le Château Sainte-Marie. Elle est placée à un endroit stratégique entre deux voies romaines. La rue Péronne-sur-Selle au Cateau conserve le souvenir de ce nom.
L'empereur Otton III permet en 1001 à l'évêché de Cambrai de renforcer les défenses du Château Sainte-Marie et d'en faire une ville fortifiée, d'y tenir un marché et d'y battre monnaie, afin d'assurer la sécurité dans cette partie du comté de Cambrésis. Ce faisant, son nom change alors en Chastel en Cambrésis, qui se transforme ensuite en son nom actuel.
Le seigneur Gérard de Busigny, qui s'était rendu odieux avec les paysans, fut lapidé à mort puis dépecé par les paysans qui subissaient ses exactions.
Les différents évêques de Cambrai qui se succèdent mènent une politique qui permet à la ville d'être prospère durant le Moyen Âge, malgré plusieurs sièges et destructions, chaque fois suivis d'une reconstruction.

### Époque moderne
Les Anglais conquièrent la ville au XVe siècle, et la conservent jusqu'en 1449, où les Dunois la reprennent.
François Ier y séjourne en 1521 puis en 1543. En 1555, les Français la pillent pour se venger du bon accueil que Charles Quint y avait reçu. En 1559, la France et l'Espagne signent les traités du Cateau-Cambrésis. Les deux nations sont représentées par leurs souverains respectifs Philippe II d'Espagne et Henri II de France. Les traités laissent à la France les places fortes de la Somme ainsi que trois évêchés (Metz, Toul et Verdun).
En 1642, Le Cateau-Cambrésis est occupé par les troupes françaises. Louis XIII fait démanteler les portes et les remparts. La structure urbaine conserve cependant son plan avec des rues étroites en pente rayonnant à partir de l'îlot que constituait l'abbaye Bénédictine.
La localité est rattachée à la couronne française en 1678 par le traité de Nimègue.

### Époque contemporaine
Pendant les guerres de la Révolution et de l'Empire, la ville est occupée en 1793 par les Autrichiens puis en 1814 par les Russes qui s'y installent pour deux ans.
En 1802-1803, pour ce qui concerne les transports, Le Cateau est reliée à Cambrai par deux charrettes publiques, lesquelles font le trajet deux à trois fois par semaine sans qu'il y ait de jours fixes pour cette liaison.
En prairial an 10 (mai 1802), un atelier de fausse monnaie est démantelé au Cateau. On y fabriquait de fausses pièces de 24 et 30 sous à partir de sous usés venant de Belgique. Et avec du fer battu et bronzé, on créait de fausses pièces de 6 liards.
En 1808, Le Cateau est un dépôt principal de sûreté, centre de détention intermédiaire entre les dépôts de sûreté et les prisons.
La Première Guerre mondiale cause d'importantes destructions à la ville. Le 26 août 1914, la bataille du Cateau oppose les Britanniques aux Allemands, ralentissant ces derniers et permettant le repli des troupes britanniques et françaises pour la bataille de la Marne.
La ville, épargnée en août 1914 par cette première bataille qui s'était déroulée à l'extérieur, eut lors de la bataille de la Selle en octobre 1918 beaucoup à souffrir des bombardements anglais, puis de la contre-attaque allemande, qui utilisa des gaz toxiques. Le 21 novembre 1920 la ville reçut la Croix de Guerre avec palme : « Vaillante cité qui, sous le bombardement et malgré les pertes subies, a donné un vivant exemple d'inlassable énergie et a su maintenir intacte, dans la dure épreuve de l'occupation ennemie, sa foi en la Victoire ».
Lors de la Seconde Guerre mondiale, elle est traversée le 5 juin 1940 par Rommel à la tête de sa Panzer Division, après quelques combats à ses abords ainsi que des bombardements aériens. En mai 1940, le château du Bois Montplaisir (actuellement l'IME) abrita le poste de Commandement de la Direction du Service de santé de la première Armée française.

## Politique et administration

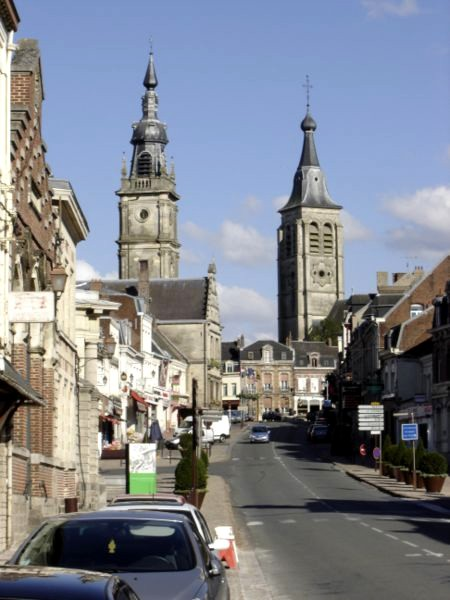
Le beffroi du Cateau et le clocher de la collégiale vus depuis la rue Charles-Seydoux.

### Rattachement administratifs et électoraux
La Cateau-Cambrésis est situé dans l'arrondissement de Cambrai du département du Nord, dans la région des Hauts-de-France. Pour l'élection des députés, elle fait partie de la dix-huitième circonscription du Nord.
Elle était depuis 1793 le chef-lieu du canton du Cateau-Cambrésis. Dans le cadre du redécoupage cantonal de 2014 en France, ce canton est modifié et agrandi, et la commune en est désormais le bureau centralisateur.
La ville du Cateau est dans le ressort de la cour d'appel de Douai, du tribunal de grande instance, du tribunal d'instance et du conseil de prud'hommes de Cambrai, et à la suite de la réforme de la carte judiciaire engagée en 2007, du tribunal de commerce de Douai.

### Intercommunalité
La commune était le siège de la communauté de communes du Pays de Matisse, créée le 29 décembre 1993.
Celle-ci fusionne avec la communauté de communes du Caudrésis pour former le 1er janvier 2010 la communauté de communes du Caudrésis - Catésis, dont la commune est désormais membre.

### Tendances politiques et résultats
Au deuxième tour des élections législatives de 2007, 52,18 % des électeurs du Cateau ont voté pour Christian Bataille (PS) et 47,82 % pour Marie-Sophie Lesne (UMP), avec un taux de participation de 62,03 %.
Au deuxième tour de l'élection présidentielle de 2007, 50,12 % des électeurs catésiens ont voté pour Ségolène Royal (PS), et 49,88 % pour Nicolas Sarkozy (UMP), avec un taux de participation de 81,75 %.
Au premier tour des élections municipales de 2008 la liste « Ensemble, continuons pour Le Cateau » de Serge Siméon (Divers droite) a obtenu 54,52 % des suffrages, et la liste « Unis pour réussir » de Laurent Coulon (Union de la gauche) 45,48 %, pour un taux de participation de 78,09 %.
Aux élections européennes de 2009, les deux meilleurs scores au Cateau étaient ceux de la liste de la majorité présidentielle conduite par Dominique Riquet (26,21 %) et de la liste du Parti socialiste conduite par Gilles Pargneaux (22,68 %, pour un taux de participation de 35,98 %.
Au deuxième tour des élections régionales de 2010 47,43 % des suffrages exprimés sont allés à la liste conduite par Daniel Percheron (PS), 32,70 % à celle de Valérie Létard (UMP), et 19,87 % à la liste FN de Marine Le Pen, pour un taux de participation de 52,73 %.
Au premier tour de l'élection présidentielle de 2012, les quatre candidats arrivés en tête au Cateau-Cambrésis sont François Hollande (PS, 31,79 %), Marine Le Pen (FN, 23,51 %), Nicolas Sarkozy (UMP, 23,40 %) et Jean-Luc Mélenchon (Front de gauche, 12,86 %) avec un taux de participation de 79,10 %.
Au second tour de l'élection présidentielle de 2012,  François Hollande (PS, 55.73 %),  Nicolas Sarkozy (UMP, 44.27 %) avec un taux de participation de 79,17 %.
Au premier tour des élections municipales de 2014 la liste « Ensemble pour Le Cateau » de Serge Siméon (Divers droite) a obtenu 59,46 % des suffrages, et la liste « Réussir ensemble» de Laurent Coulon (Parti socialiste) 32,74 %, pour un taux de participation de 67,97 %. 
Aux Élections européennes de 2014 en France, les deux meilleurs résultats au Cateau étaient ceux de la liste Front national conduite par Marine Le Pen (41,55 %) et la liste Union pour un mouvement populaire conduite par Jérôme Lavrilleux (18,3 %), pour un taux de participation de 41,29 %
Au deuxième tour des Élections départementales de 2015 du Canton du Cateau-Cambrésis la liste d'union de la droite de Didier Drieux - Sylvie Clerc-Cuvelier a remporté 49,24 % des suffrages, la liste Front national de Virginie Monvoisin - Pascal Bultez a réalisé 36,55 % des suffrages et celles du Parti Socialiste, représentée par le duo Laurent Coulon - Valérie Lheureux, 14,21 %. Le taux de participation était de 53,13 % Il est à noter que le Parti socialiste a retiré son investiture à ce dernier duo lors du second tour
Au deuxième tour des Élections régionales de 2015 en Nord-Pas-de-Calais-Picardie la liste d'union de la droite conduite par Xavier Bertrand a remporté 52,69 % des suffrages, la liste du front national conduite par Marine Le Pen étant à 47,31 %. Le taux de participation était de 58,34 %
Au deuxième tour des élections législatives de 2017, 64.05 % des électeurs du Cateau ont voté pour Guy Bricout (UDI) et 35.95 % pour Claire POMMEYROL-BURLET (REM), avec un taux de participation de 38.71 %.
Au premier tour des  Élections municipales 2020, la liste ENSEMBLE POUR LE CATEAU (Liste divers centre) conduite par Serge SIMEON (UDI) a obtenu 58.92% des suffrages. La liste UNIS POUR NOTRE VILLE (Liste divers gauche) conduite conjointement 
.
par Laurent COULON (Ex  PS. )  et Nadine DRUESNE (Ex  UMP.) a obtenu 41.07% des suffrages.
Il est à noter que sur les 5 élus de la liste d'opposition UNIS POUR NOTRE VILLE, 
- - Les deux têtes de liste Laurent COULON et Nadine DRUESNE, ainsi que Sylvie DECRESSONIERE, ont démissionné en Avril 2021, sans jamais avoir siégé[51]
- - Matthias LEHOUCK, nouveau porte-parole du groupe a également démissionné en Novembre 2022[52]

### Administration municipale
La commune ayant entre 5 000 à 9 999 habitants, le nombre de conseillers municipaux est de 29.

### Liste des maires

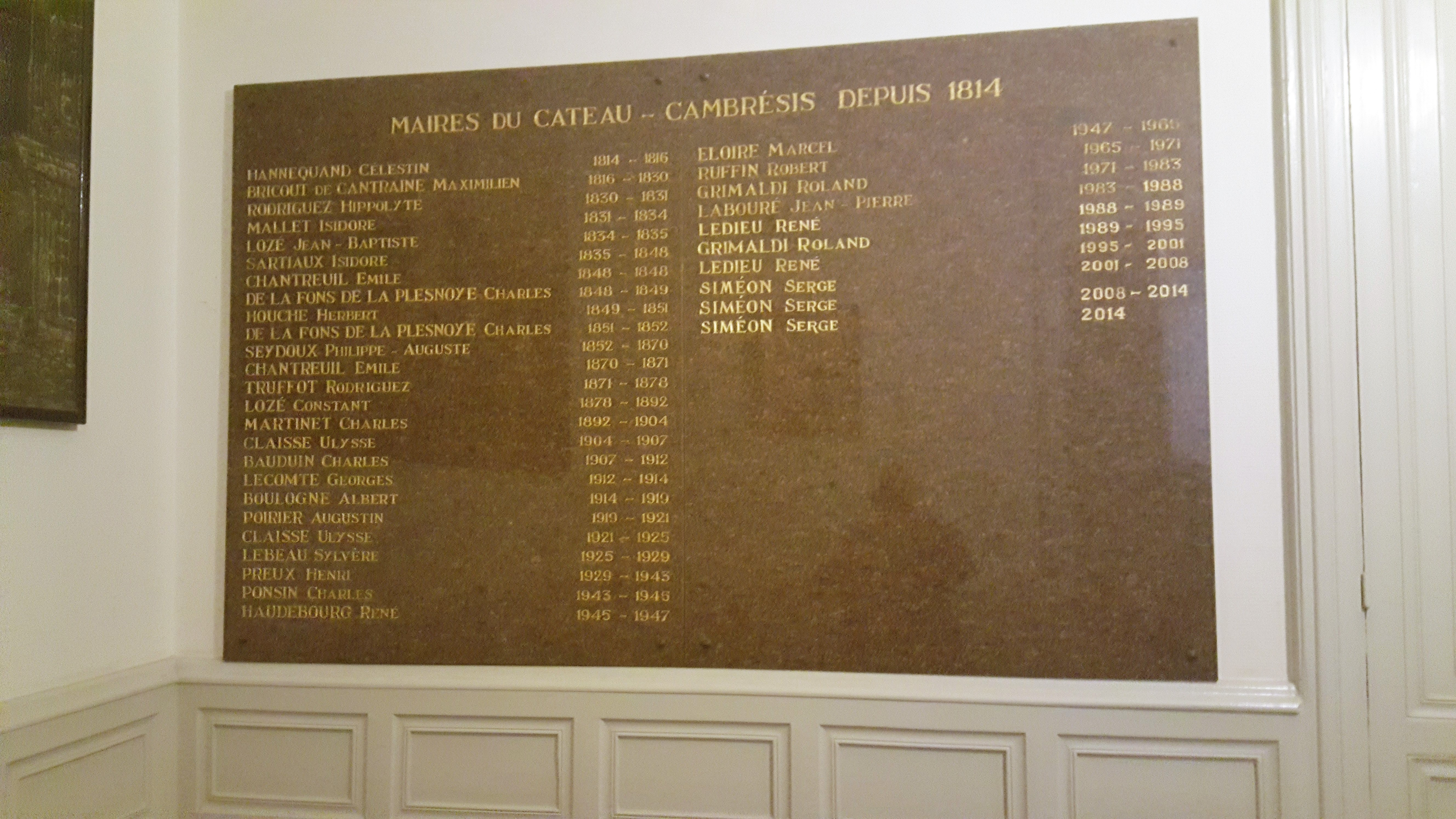
Hall de l'hôtel de Ville, plaque de marbre listant l'ensemble des maires de la commune depuis 1814

### Politique environnementale
(août 2017).
La protection et la mise en valeur de l'environnement font partie des compétences de la communauté de communes du Caudrésis - Catésis. Ses « brigades vertes » interviennent sur l'ensemble des communes pour la création et l'entretien des espaces verts, l'aménagement de l'espace rural, les plantations et l'abattage d'arbres.
La communauté de communes a également décidé, début 2009, d'ajouter à ses compétences la diversification des sources d'énergie. Un cabinet d'études a retenu cinq zones potentielles pour l'implantation d'éoliennes.
La commune du Cateau-Cambrésis a organisé, en juin 2010, une « semaine verte », semaine « du développement durable, de la citoyenneté et des solidarités », en partenariat avec différents organismes, commerces ou associations.
La commune du Cateau-Cambrésis possède deux fleurs (et les encouragements du jury) au label des villes et villages fleuris[Quand ?]

### Jumelages
La ville du Cateau est jumelée avec : 
- Cave (Italie) depuis 2008[59]
- Westerburg (Allemagne)[60]
- Wielsbeke (Belgique)[61].

| Le Cateau-Cambrésis Cave Westerburg Wielsbeke |

## Population et société

### Démographie

#### Évolution démographique
L'évolution du nombre d'habitants est connue à travers les recensements de la population effectués dans la commune depuis 1793. Pour les communes de moins de 10 000 habitants, une enquête de recensement portant sur toute la population est réalisée tous les cinq ans, les populations de référence des années intermédiaires étant quant à elles estimées par interpolation ou extrapolation. Pour la commune, le premier recensement exhaustif entrant dans le cadre du nouveau dispositif a été réalisé en 2007.

En 2022, la commune comptait 6 846 habitants, en évolution de −1,96 % par rapport à 2016 (Nord : +0,51 %, France hors Mayotte : +2,11 %).
| 1793  | 1800  | 1806  | 1821  | 1831  | 1836  | 1841  | 1846  | 1851  |
| ----- | ----- | ----- | ----- | ----- | ----- | ----- | ----- | ----- |
| 4 000 | 4 000 | 4 133 | 4 229 | 5 946 | 6 015 | 6 880 | 7 686 | 8 233 |

| 1856  | 1861  | 1866  | 1872  | 1876  | 1881  | 1886   | 1891   | 1896   |
| ----- | ----- | ----- | ----- | ----- | ----- | ------ | ------ | ------ |
| 8 851 | 9 212 | 9 974 | 9 500 | 9 597 | 9 564 | 10 007 | 10 544 | 10 451 |

| 1901   | 1906   | 1911   | 1921  | 1926  | 1931  | 1936  | 1946  | 1954  |
| ------ | ------ | ------ | ----- | ----- | ----- | ----- | ----- | ----- |
| 10 594 | 10 700 | 10 212 | 8 152 | 8 747 | 8 427 | 8 226 | 7 954 | 8 457 |

| 1962  | 1968  | 1975  | 1982  | 1990  | 1999  | 2006  | 2007  | 2012  |
| ----- | ----- | ----- | ----- | ----- | ----- | ----- | ----- | ----- |
| 9 055 | 9 114 | 8 804 | 8 256 | 7 703 | 7 460 | 7 156 | 7 102 | 7 058 |

| 2017  | 2022  | - | - | - | - | - | - | - |
| ----- | ----- | - | - | - | - | - | - | - |
| 6 933 | 6 846 | - | - | - | - | - | - | - |

#### Pyramide des âges
La population de la commune est relativement jeune. En 2018, le taux de personnes d'un âge inférieur à 30 ans s'élève à 38,1 %, soit en dessous de la moyenne départementale (39,5 %). À l'inverse, le taux de personnes d'âge supérieur à 60 ans est de 26,5 % la même année, alors qu'il est de 22,5 % au niveau départemental.
En 2018, la commune comptait 3 366 hommes pour 3 585 femmes, soit un taux de 51,58 % de femmes, légèrement inférieur au taux départemental (51,77 %).
Les pyramides des âges de la commune et du département s'établissent comme suit.
| Hommes | Classe d’âge | Femmes |
| ------ | ------------ | ------ |
| 0,7    | 90 ou +      | 2,0    |
| 6,0    | 75-89 ans    | 11,1   |
| 15,8   | 60-74 ans    | 17,1   |
| 18,2   | 45-59 ans    | 18,1   |
| 18,4   | 30-44 ans    | 16,1   |
| 20,1   | 15-29 ans    | 17,4   |
| 20,8   | 0-14 ans     | 18,1   |

| Hommes | Classe d’âge | Femmes |
| ------ | ------------ | ------ |
| 0,5    | 90 ou +      | 1,4    |
| 5,3    | 75-89 ans    | 8,1    |
| 14,8   | 60-74 ans    | 16,2   |
| 19,1   | 45-59 ans    | 18,4   |
| 19,5   | 30-44 ans    | 18,7   |
| 20,7   | 15-29 ans    | 19,1   |
| 20,2   | 0-14 ans     | 18     |

### Manifestations culturelles et festivités
Depuis 2004 a lieu en mai le festival de musique punk Zikenstock,.

### Enseignement
La commune du Cateau-Cambrésis est rattachée à la circonscription scolaire Cambrai / Le Cateau du bassin d'éducation du Cambrésis, qui dépend de l'inspection académique du Nord et de l'académie de Lille.
La commune gère quatre écoles primaires publiques : Pierre-et-Marie-Curie, Auguste-Herbin, Paul-Langevin et Henri-Matisse.
L'établissement d'enseignement Saint Joseph, dès 2 ans et jusqu'au CM2, est une école privée catholique sous contrat d'association au service public de l'éducation. Établissement du réseau Saint Pierre avec le Collège & Lycée Saint Michel de Solesmes.
Le département du Nord gère le collège public Jean-Rostand et le conseil régional du Nord-Pas-de-Calais le lycée public polyvalent Camille-Desmoulins.

### Santé
Le Cateau dispose d'un centre hospitalier, le « Pôle de Santé du Pays de Matisse », qui a vocation à traiter les pathologies courantes, à travers notamment l'addictologie et la gérontologie. Il emploie environ 250 personnes, dont 215 personnels non-médicaux. En 2010 l'hôpital est en cours de restructuration en vue d'un regroupement avec la clinique des Hêtres et un cabinet de radiologie.
Le Cateau compte cinq médecins généralistes, plus de quinze spécialistes, cinq dentistes, six infirmiers et infirmières, cinq pharmacies.

### Sports
La Cateau-Cambrésis dispose d'une piscine découverte qui fut fermée en 2011 car une piscine couverte est en construction. Le Cateau dispose aussi d'un palais des Sports et d'un centre équestre. Le centre de pilotage, ouvert à tous, est consacré aux sports motorisés et en particulier à la pratique tout terrain, motos et quads.

### Média
Le quotidien régional La Voix du Nord publie une édition locale pour le Cambrésis. L'Observateur du Cambrésis est un hebdomadaire d'informations locales et d'annonces.
Les programmes de Radio BLC, station de radio associative, sont émis depuis Caudry. Les habitants du Cateau reçoivent également, outre certaines stations de radio nationales, les programmes de France Bleu Nord, de Chérie FM Cambrai et de RFM Nord.
La ville est couverte par les programmes de France 3 Nord-Pas-de-Calais et les chaînes nationales de la TNT. Elle reçoit également la chaîne régionale Wéo. Oxygen TV est une web TV « 100 % Cambrésis » consacrée aux informations locales.
Le Cateau-Cambrésis est la première ville câblée de France. Le réseau local offre trente chaînes de télévision et comprend une chaîne d'information locale, Beffroi vision, créée en 1986, qui diffuse des pages infographiques et des reportages vidéo sur l'actualité de la ville et de son pays.

### Cultes

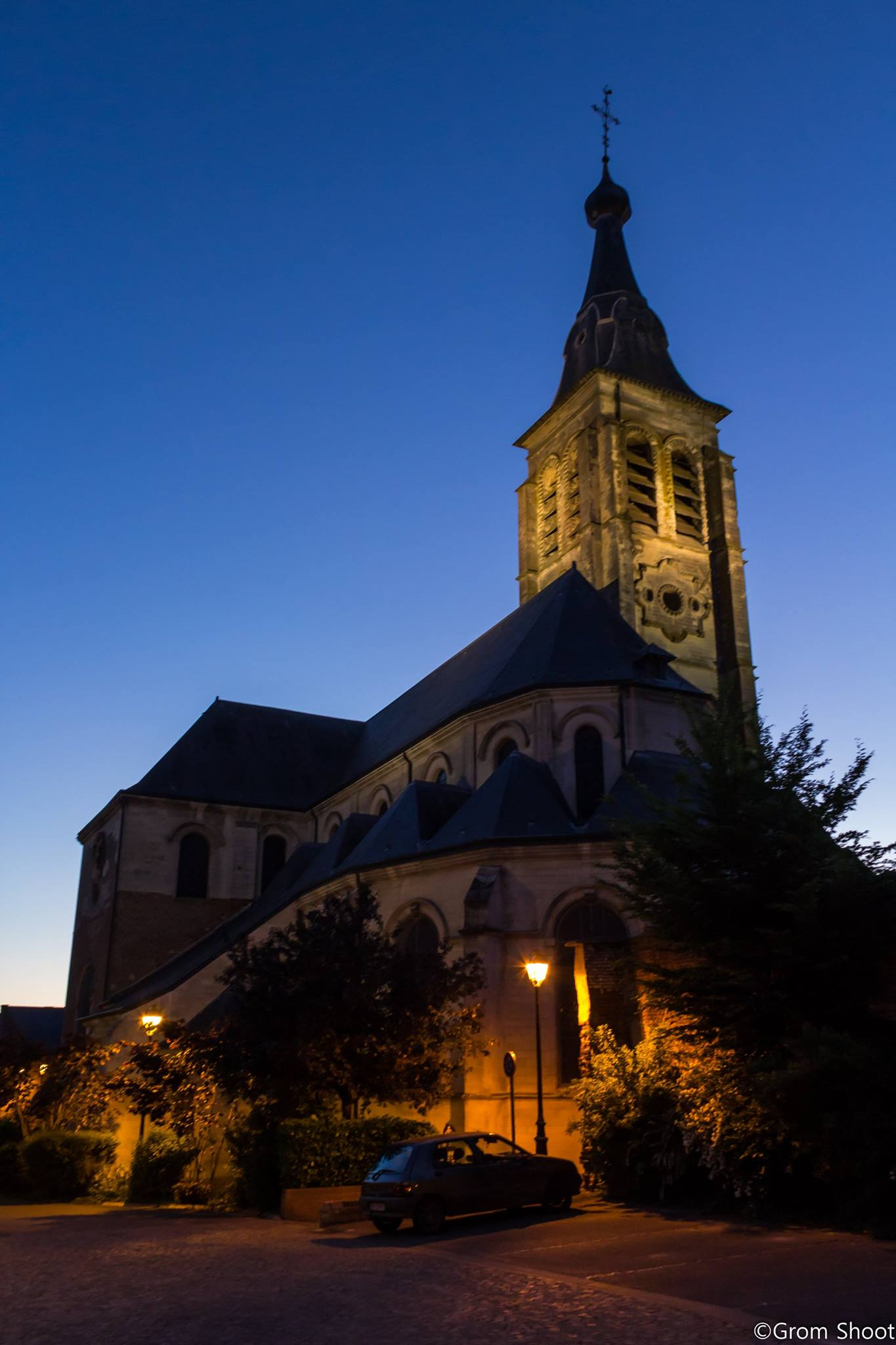
Vue arrière de l'abbatiale Saint-Martin au crépuscule

Les Catésiens disposent d'un lieu de culte catholique : l'abbatiale Saint-Martin. Cette église dépend de la paroisse « Notre-Dame de la Fraternité en Cambrésis » rattachée au diocèse de Cambrai. L'Église Saint-Joseph située sur la rive gauche de la Selle est désaffectée.( Elle a été dernièrement vendue a des particuliers et n'appartient plus au diocèse de cambrai )
La chapelle du bon Dieu située rue Émile Zola est quant à elle l'unique vestige de l'église Notre-Dame, détruite lors de la Révolution, où fut chanté un Te Deum après le traité du Cateau-Cambrésis en 1559.
Le temple protestant néo-classique construit en 1852 et situé rue de la République a été victime d'un incendie en 1982 et transféré au rez-de-chaussée du bâtiment qui se trouvait à côté du temple.

## Économie

### Revenus de la population et fiscalité
En 2008, le revenu fiscal médian par ménage était de 12 191 €, ce qui plaçait Le Cateau-Cambrésis au 31 052e rang  parmi les 31 604 communes de plus de 50 ménages en métropole.

### Population active
La population âgée de 15 à 64 ans de la commune s'élève à 4 488 en 2007 (4 643 en 1999). 63,7 % sont comptés comme actifs et 36,3 % comme inactifs. Parmi les actifs on compte 14,6 % de chômeurs, contre 7,9 % en France métropolitaine. Parmi les inactifs, 8,6 % sont retraités ou préretraités, 9,8 % sont scolarisés ou stagiaires.
La répartition par catégories socioprofessionnelles de la population active du Cateau-Cambrésis fait apparaître, par rapport à la moyenne de la France métropolitaine, une nette sous-représentation des « cadres et professions intellectuelles » et des « professions intermédiaires », et une sur représentation des « ouvriers », ce qui confirme la persistance de l'activité industrielle de la ville.
Répartition de la population active par catégories socioprofessionnelles (recensement de 2007)
|                             | Agriculteurs | Artisans, commerçants, chefs d'entreprise | Cadres, professions intellectuelles | Professions intermédiaires | Employés | Ouvriers |
| --------------------------- | ------------ | ----------------------------------------- | ----------------------------------- | -------------------------- | -------- | -------- |
| Le Cateau-Cambrésis         | 0,41 %       | 5,52 %                                    | 3,58 %                              | 13,65 %                    | 31,58 %  | 32,69 %  |
| Moyenne nationale           | 1,78 %       | 5,52 %                                    | 14,62 %                             | 23,90 %                    | 29,09 %  | 24,13 %  |
| Sources des données : INSEE |              |                                           |                                     |                            |          |          |

### Emploi
La commune du Cateau-Cambrésis fait partie de la zone d'emploi du Cambrésis  et dispose d'une agence ANPE pour la recherche d'emploi.
En 2007 on comptait 3 618 emplois dans la commune, contre 3 387 en 1999. Le nombre d'actifs ayant un emploi résidant dans la commune étant de 2 226, l'indicateur de concentration d'emploi est de 162,6 %, ce qui signifie que la commune offre approximativement un peu plus de trois emplois pour deux Catésiens actifs. Cet indicateur était de 151,3 % en 1999.
La répartition par secteurs d'activité des emplois au Cateau-Cambrésis fait apparaître le fort poids relatif du secteur industriel et du secteur administratif, enseignement, santé et le poids relativement faible, par rapport à la moyenne de la France métropolitaine, de la construction et des commerces et services. L'emploi tertiaire (commerce, services, administrations) représente environ 73,5 % du total au Cateau-Cambrésis, contre plus de 75 % en France métropolitaine.
Répartition des emplois par domaines d'activité (recensement de 2007)
|                             | Agriculture | Industrie | Construction | Commerce, transports, services divers | Administration publique, enseignement, santé, action sociale |
| --------------------------- | ----------- | --------- | ------------ | ------------------------------------- | ------------------------------------------------------------ |
| Le Cateau-Cambrésis         | 0,5 %       | 29,5 %    | 3,0 %        | 35,0 %                                | 38,5 %                                                       |
| Moyenne nationale           | 3,1 %       | 14,8 %    | 6,8 %        | 45,1 %                                | 30,3 %                                                       |
| Sources des données : INSEE |             |           |              |                                       |                                                              |

### Entreprises et commerce
L'usine de filature et tissage de la laine « Seydoux » employait au XIXe siècle et au début du XXe siècle plusieurs milliers d'ouvriers et faisait vivre une grande partie de la ville. L'usine, détruite pendant la Première Guerre mondiale, fut reconstruite en 1921 et fermée définitivement en 1981 ; ses friches ont été en partie rasées par la municipalité de l'époque.
Aujourd'hui Le Cateau-Cambrésis doit faire face à sa « reconversion » mais conserve un éventail d'entreprises assez diversifié. L'entreprise Trémois du groupe Trèves (tapis et garnissages pour automobiles) est la 3e de l'arrondissement avec 401 salariés. Parmi les autres entreprises on peut citer Sasa (Société d'application des silicones alimentaires) qui fabrique des équipements de cuisson à usage professionnel, la métallerie Sometom, les magasins Intermarché et Leader Price, le distributeur Maximo et le négoce de quincaillerie Norail.
Le Cateau accueille un des établissements du Campus Univers Cascade, pour la formation aux métiers de cascadeur de cinéma et de spectacles.

## Culture locale et patrimoine

### Lieux et monuments

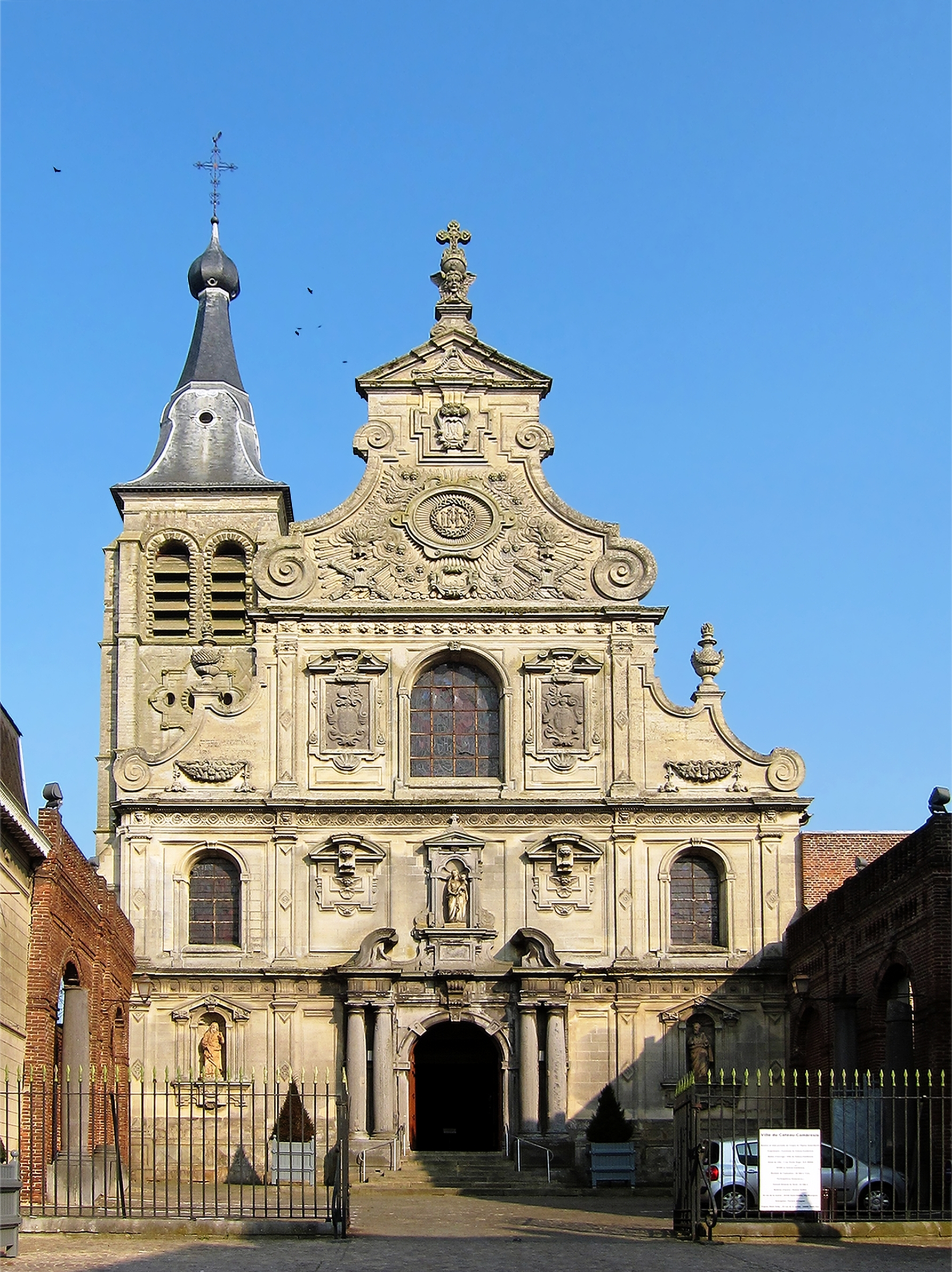
La collégiale Saint-Martin.

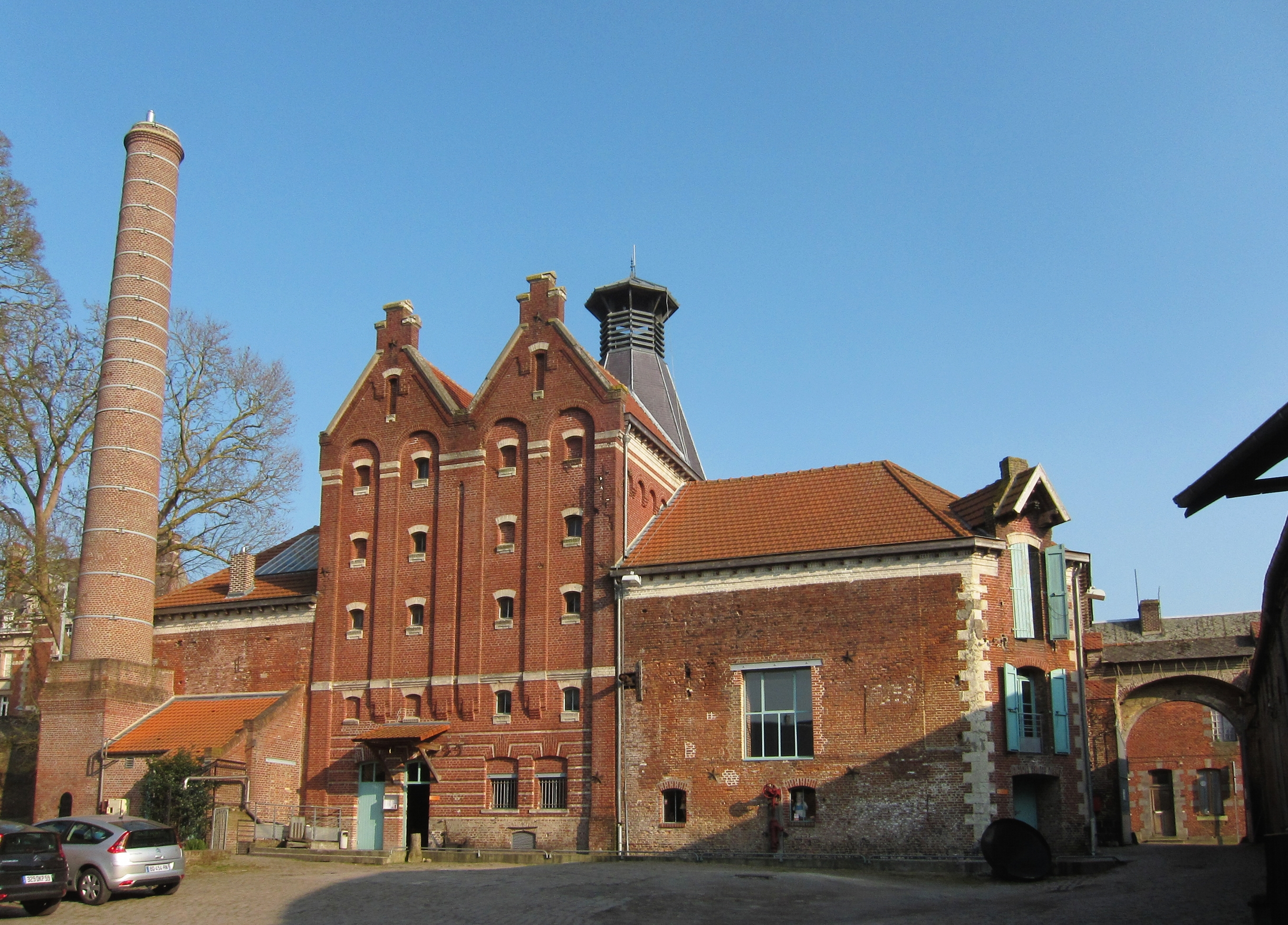
La brasserie Lefebvre-Scalabrino, dite « de l'abbaye ».

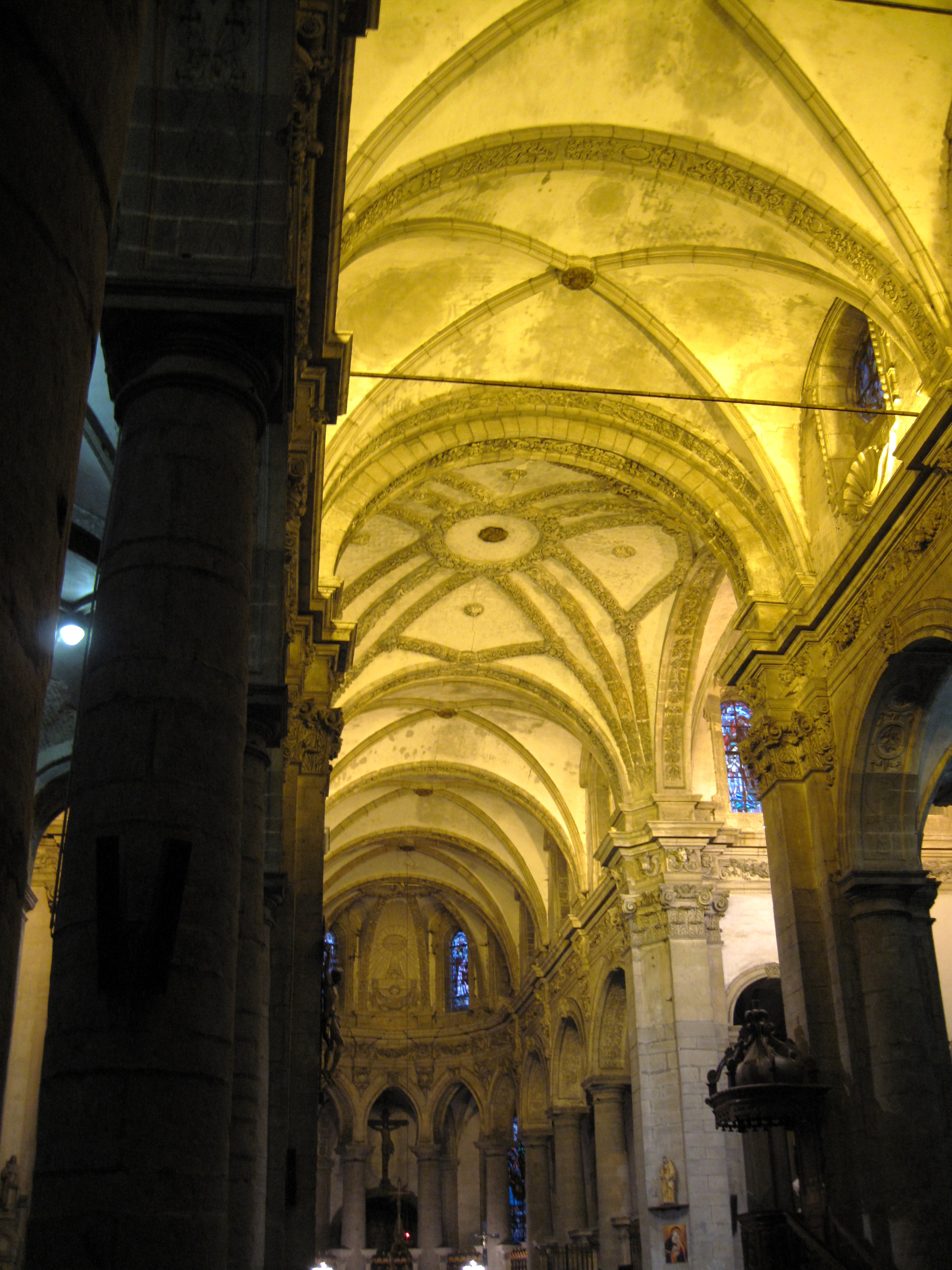
Intérieur de l'abbatiale du Cateau-Cambrésis

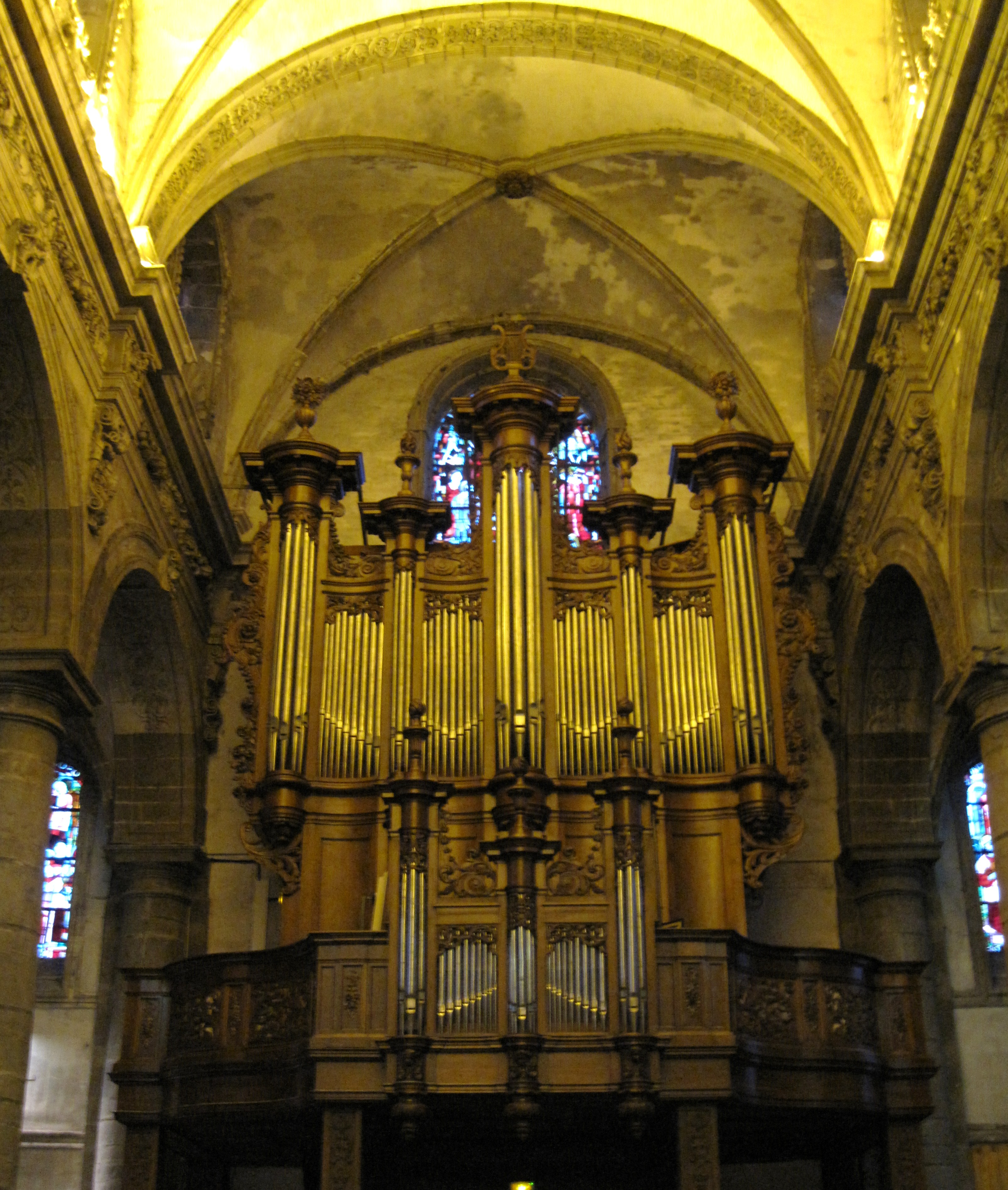
Orgue de l'abbatiale du Cateau

La collégiale Saint-Martin est une église de style baroque maniéré, commencée en 1634-1635, et achevée entre les XVIIe et XVIIIe siècles. Elle est remarquable pour son clocher à bulbe. Cette église fait l'objet d'un classement au titre des monuments historiques depuis le 8 avril 1909.
Le musée départemental Henri Matisse fut créé en novembre 1952 par Henri Matisse lui-même. En 1982 il a été installé dans le « Palais Fénelon » et est devenu musée départemental en 1992. Il a rouvert ses portes en 1992 après trois ans de travaux. Le musée abrite la collection Matisse, ainsi que des œuvres des peintres Auguste Herbin et Geneviève Claisse, natifs de la région.
Le palais est une ancienne résidence des archevêques de Cambrai, qui étaient seigneurs du Cateau. Le bâtiment actuel date de la fin du XVIIe siècle. Le jardin public municipal, dit parc Fénelon, est l'ancien parc du palais et date du XVIIe siècle. Ses plans ont été dessinés par André Le Nôtre. Le palais, la cour et le parc sont inscrits à l'inventaire des monuments historiques depuis le 19 décembre 1944,.
L'hôtel de ville construit au milieu du XVIe siècle, est classé par arrêté du 8 avril 1909 à l'inventaire des monuments historiques. Le beffroi, construit sous l'épiscopat de Fénelon en 1705, n'a pas été retenu au titre du patrimoine mondial lorsque les beffrois du Nord et de Belgique ont été classés, au grand désespoir de certains Catésiens.
La brasserie-malterie Lefebvre-Scalabrino, en partie détruite durant la Première Guerre mondiale, fut reconstruite en 1918. Elle occupe l'emplacement de l'ancienne abbaye Saint-André. L'usine, au moment de sa fermeture en 1926, employait une vingtaine d'ouvriers et produisait 10 000 hectolitres de bière de fermentation haute. Elle conserve du matériel (cuves, trémie, four et pompe) et est classée à l'inventaire des monuments historiques depuis le 27 mars 2000.
Le groupe scolaire Henri-Matisse, inauguré le 2 mai 1955, possède un vitrail réalisé par Henri Matisse. Sur la demande de l'architecte cambrésien Ernest Gaillard, à qui fut confiée la réalisation de la nouvelle école, l'artiste offrit à la commune le vitrail « les abeilles », composition provenant d'un projet conçu en 1948 pour la chapelle du Rosaire de Vence. Grâce au 1 % du montant global des travaux, le vitrail conçu par Matisse put être réalisé par le maître verrier Paul Bony et installé à la fin du mois de décembre 1954, peu après la mort du peintre. Le vitrail est inscrit depuis 2001 à l'inventaire des Monuments historiques.
À l'occasion de travaux d'agrandissement réalisés en 1957, l'école primaire qui porte son nom a reçu du peintre Auguste Herbin une mosaïque et un vitrail, le seul qu'il ait réalisé. Composition abstraite sur le mot « Orphée », la mosaïque orne la façade. Le vitrail, intitulé « Joie », a été posé le 27 août 1958. Ces œuvres sont inscrites depuis 2002 à l'inventaire des Monuments historiques. Le vitrail reconstruit à l'identique est visible dans le Musée Matisse.

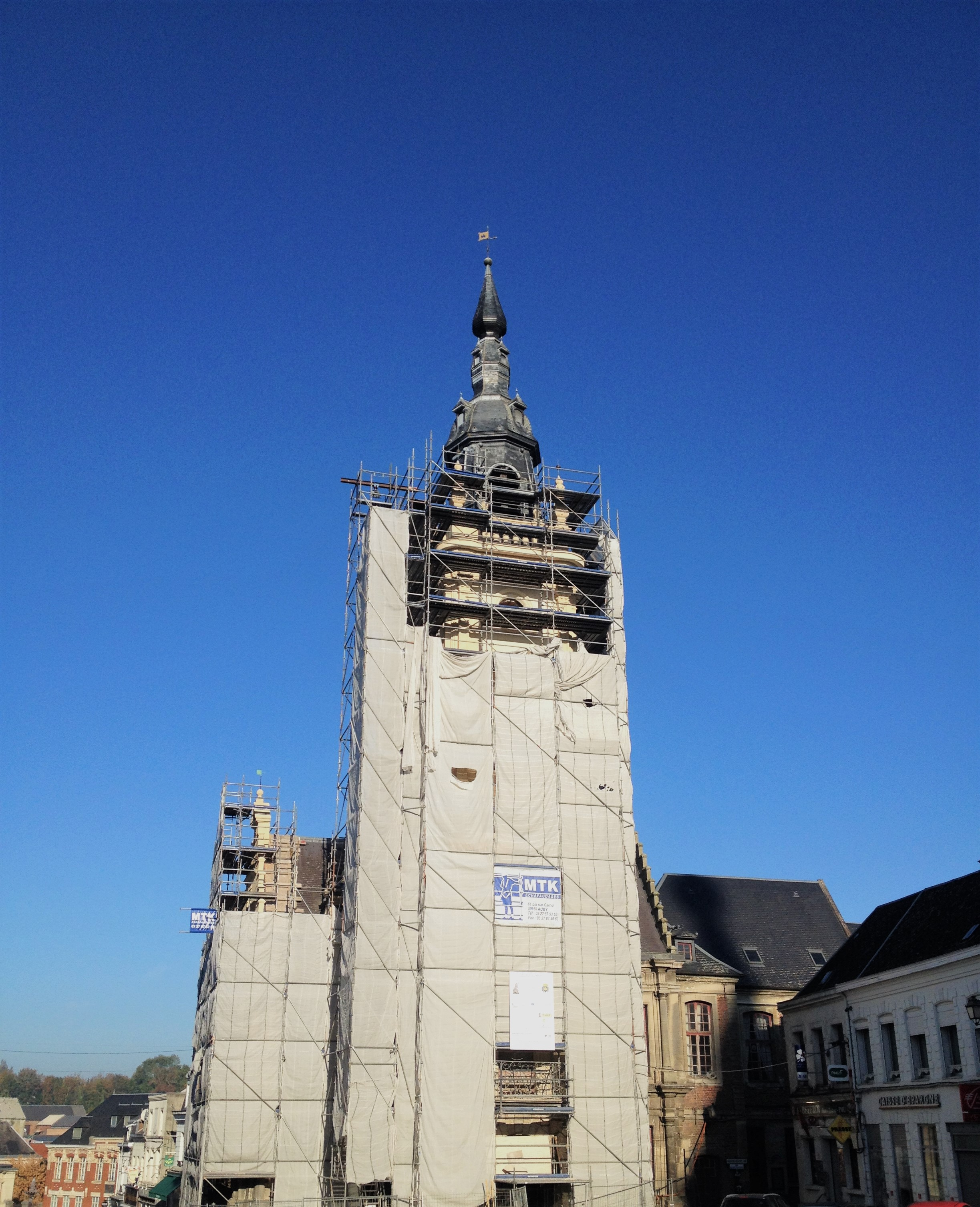
L'hôtel-de-ville en restauration, octobre 2018.

Un réseau de caves et de « boves » est creusé dans la craie sous la ville. Ces souterrains ne sont pas ouverts au public.
Les anciens remparts, détruits au début du XVIIe siècle sur ordre de Louis XIII, ont été en partie reconstruits.

Les cinq cimetières militaires de la Première Guerre mondiale situés sur le territoire de la commune (quatre cimetières britanniques et un cimetière allemand):
- Le Cateau Communal Cemetery, à l'intérieur du cimetière communal
- Le Cateau Military Cemetery, route de Montay à côté du Cimetière militaire allemand
- Quietiste Military Cemetery situé route de Busigny
- Highland Cemetery Le Cateau situé route de Guise
- Cimetière militaire allemand du Cateau-Cambrésis, route de Montay à côté du Cimetière militaire britannique et qui contient le cimetière russe.

### Foire de la Saint-Matthieu
La tradition de la Foire de la Saint-Matthieu remonte au XIe siècle. Depuis 1025, elle avait traditionnellement lieu le 22 septembre, et donnait lieu à une importante Foire aux Bestiaux, mais depuis quelques années elle a lieu le samedi qui suit cette date. Elle a aussi valu aux Catésiens leur nom jeté, qui est les Foireux. De même, en 1989, quand Le Cateau a voulu se doter d'un géant, le père Matthieu, un maquignon, a été imaginé.

### Pèlerinage de Compostelle
Le Cateau-Cambrésis est une étape française sur la via Gallia Belgica du pèlerinage de Saint-Jacques-de-Compostelle, qui se prolonge par la via Turonensis. L'étape notable précédente est Landrecies ; la suivante est Bohain.

### Personnalités

#### Né(e)s dans la ville

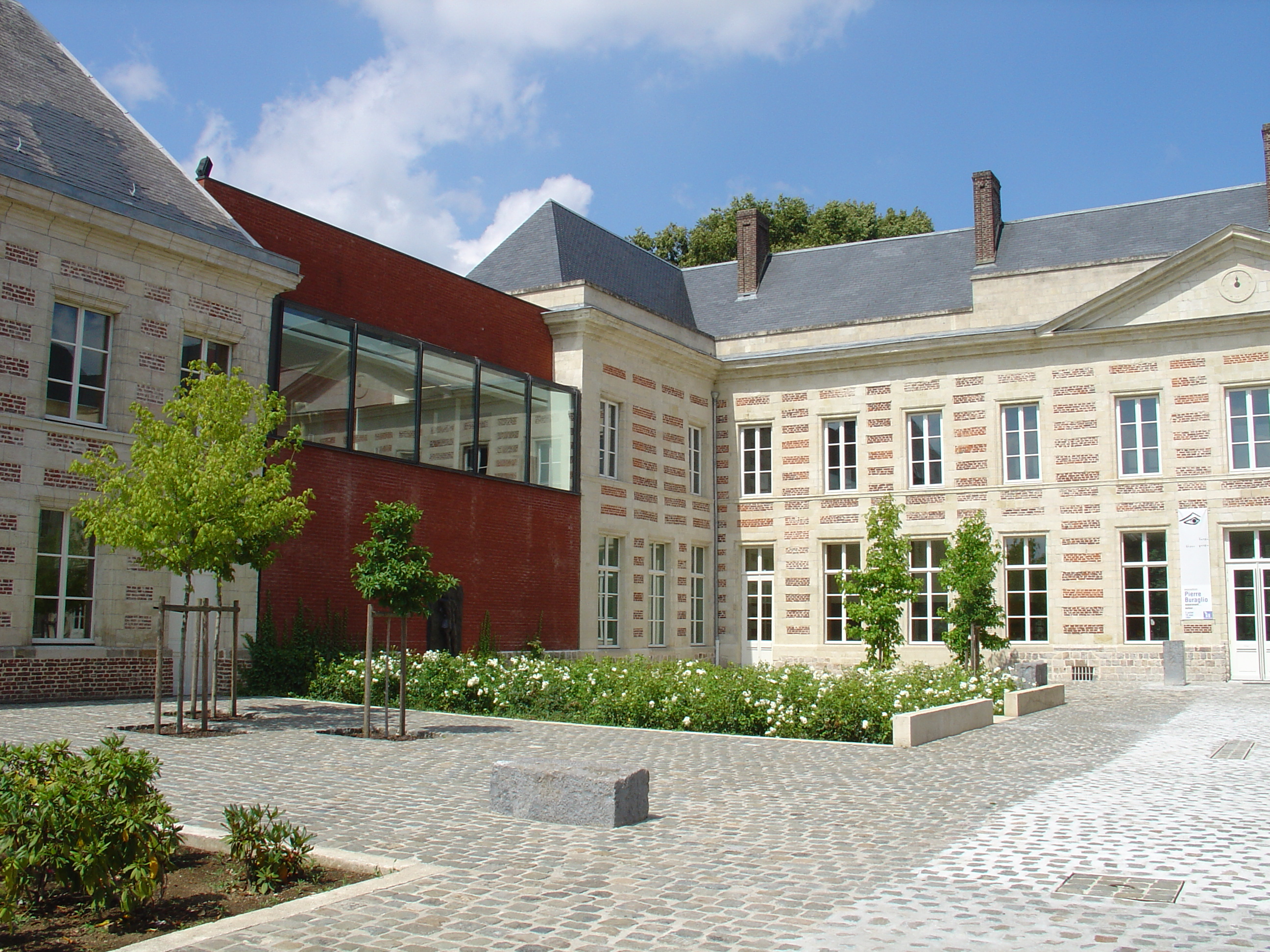
Musée Départemental Henri Matisse au Palais Fénelon

- Jean-Claude-Républicain Arnoux[97], ingénieur, concepteur du  Système Arnoux
- Elise Besville dite Lise ou Lina Landouzy, soprano léger (°1861 Cateau  - †1943 Aix-les-Bains). Lise Landouzy a créé Les Folies amoureuses, opéra comique d'Émile Pessard, le 15 avril 1891, dans le rôle principal, Agathe[98].
- Marcel Caruel, poète français
- Henri Louis Joseph Cochet député pendant la Révolution française
- Gilbert Degrémont, industriel spécialisé dans le traitement de l'eau
- Henri Arthur Lefort des Ylouses, artiste français
- Henri Lozé, député et sénateur
- Henri Matisse, peintre
- Édouard Mortier, duc de Trévise, maréchal d'Empire
- Napoléon Mouton (1805-1875), homme politique, député du Nord de 1848 à 1849.
- Pierre Nord, résistant et écrivain
- Raymond Poïvet, dessinateur de bande dessinée, créateur des Pionniers de l'Espérance
- Albert Sartiaux, ingénieur
- Marie Savoie, infirmière et miraculée de Lourdes.
- Albert Seydoux (1866-1918), homme politique né au Cateau, député du Nord.
- Le lieutenant Albert Vasseur, parrain de la base aérienne 122 Chartres-Champhol.
- Albert Denisse (1868 – 1946) dit Pabert, brasseur et auteur d'un journal de guerre, source majeur de l'occupation de la France du Nord durant la Grande Guerre et de l'histoire de la brasserie française.

#### Liées à la ville
- Auguste Herbin, peintre, a passé son enfance dans la ville.
- Charles Seydoux, né le 6 juillet 1796 à Vevey (Suisse), mort le 11 août 1875 à Bougival, entrepreneur de l'industrie lainière, conseiller général du Nord, député du Nord de 1852 à 1870. Auguste Seydoux, son frère, a été maire du Cateau-Cambrésis de 1852 à 1870[99]
- Pierre Mauroy, né le 5 juillet 1928 à Cartignies, fut élève au lycée du Cateau-Cambrésis, premier ministre de 1981 à 1984, maire de Lille de 1973 à 2001, sénateur du Nord.
- Philippe Tesson, journaliste, camarade de lycée de Pierre Mauroy.
- Louis-Antoine-Maximilien Bricout de Cantraine (1763-1848) fut maire de la commune.

### Héraldique
| armes du Cateau-Cambrésis | Les armes du Cateau-Cambrésis se blasonnent ainsi : D'azur au château donjonné d'or ouvert d'argent et ajouré de sable, les trois tours couvertes aussi d'or et les deux tours des flancs ouvertes du champ. |

Ces armoiries font référence au château Sainte-Marie édifié vers l'an mil par l'éveque de Cambrai. Elles figuraient dans les anciens sceaux et étaient encore en usage au Cateau au XIXe siècle.

## Pour approfondir